# Phanaeus flohri
Phanaeus flohri là một loài bọ cánh cứng trong họ Bọ hung (Scarabaeidae).